# Gran Premio de Italia de Motociclismo de 1993
El Gran Premio de Italia de Motociclismo de 1992 fue la decimosegunda prueba de la temporada 1993 del Campeonato Mundial de Motociclismo. El Gran Premio se disputó el 5 de septiembre y de 1993 en el Circuito de Misano.
Esta carrera será recordada por el aparatoso accidente que sufrió el piloto de 500cc Wayne Rainey. Rainey, en cabeza, atravesó un giro de derecha y apretó al acelerador demasiado pronto. La parte trasera de su moto se salió de control. Mientras se deslizaba fuera de la pista, los profundos surcos en la grava le provocaron un salto mortal y aterrizó pesadamente sobre su cabeza. Fue llevado en helicóptero fuera del circuito con una columna vertebral rota.

## Resultados 500cc
| 1        | Luca Cadalora         | Marlboro Team Roberts    | Yamaha        | 45:59.165  | 25 |
| 2        | Mick Doohan           | Rothmans Honda Team      | Honda         | +0.358     | 20 |
| 3        | Kevin Schwantz        | Lucky Strike Suzuki      | Suzuki        | +8.016     | 16 |
| 4        | John Kocinski         | Cagiva Team Agostini     | Cagiva        | +16.299    | 13 |
| 5        | Alex Barros           | Lucky Strike Suzuki      | Suzuki        | +42.135    | 11 |
| 6        | Àlex Crivillé         | Marlboro Honda Pons      | Honda         | +42.422    | 10 |
| 7        | Daryl Beattie         | Rothmans Honda Team      | Honda         | +42.500    | 9  |
| 8        | Shinichi Itoh         | HRC Rothmans Honda       | Honda         | +49.983    | 8  |
| 9        | Niall Mackenzie       | Valvoline Team WCM       | ROC Yamaha    | +50.727    | 7  |
| 10       | Doug Chandler         | Cagiva Team Agostini     | Cagiva        | +1:04.439  | 6  |
| 11       | John Stephen Reynolds | Padgett's Motorcycles    | Harris Yamaha | +1:15.487  | 5  |
| 12       | Juan López Mella      | Lopez Mella Racing Team  | ROC Yamaha    | +1:22.459  | 4  |
| 13       | Bernard Garcia        | Yamaha Motor France      | Yamaha        | +1:22.708  | 3  |
| 14       | Freddie Spencer       | Yamaha Motor France      | Yamaha        | +1:28.647  | 2  |
| 15       | Michael Rudroff       | Rallye Sport             | Harris Yamaha | +1:39.303  | 1  |
| 16       | José Kuhn             | Euromoto                 | Yamaha        | +1 Vuelta  |    |
| 17       | Lucio Pedercini       | Team Pedercini           | ROC Yamaha    | +1 Vuelta  |    |
| 18       | Andrew Stroud         | Team Harris              | Harris Yamaha | +1 Lap     |    |
| 19       | Jeremy McWilliams     | Millar Racing            | Yamaha        | +1 Vuelta  |    |
| 20       | Renato Colleoni       | Team Elit                | ROC Yamaha    | +1 Vuelta  |    |
| 21       | Laurent Naveau        | Euro Team                | ROC Yamaha    | +1 Vuelta  |    |
| 22       | David Jefferies       | Peter Graves Racing Team | Harris Yamaha | +1 Vuelta  |    |
| 23       | Tsutomu Udagawa       | Team Udagawa             | ROC Yamaha    | +1 Vuelta  |    |
| 24       | Andreas Meklau        | Austrian Racing Company  | ROC Yamaha    | +1 Vuelta  |    |
| 25       | Bruno Bonhuil         | MTD Objectif 500         | ROC Yamaha    | +2 Vueltas |    |
| 26       | Romolo Balbi          | Gibi Team                | ROC Yamaha    | +2 Vueltas |    |
| Ret      | Matthew Mladin        | Cagiva Team Agostini     | Cagiva        | Ret        |    |
| Ret      | Sean Emmett           | Shell Team Harris        | Harris Yamaha | Ret        |    |
| Ret      | Serge David           | Team ROC                 | ROC Yamaha    | Ret        |    |
| Ret      | Aldeo Presciutti      | Se.Te.Ces.Co             | ROC Yamaha    | Ret        |    |
| Ret      | Cees Doorakkers       | Doorakkers Racing        | Harris Yamaha | Ret        |    |
| Ret      | Wayne Rainey          | Marlboro Team Roberts    | Yamaha        | Ret        |    |
| Ret      | Marco Papa            | Librenti Corse           | Harris Yamaha | Ret        |    |
| Ret      | Kevin Mitchell        | MBM Racing               | Harris Yamaha | Ret        |    |
| Ret      | Thierry Crine         | Ville de Paris           | ROC Yamaha    | Ret        |    |
| Sources: |                       |                          |               |            |    |

## Resultados 250cc
| Pos. | Piloto               | Moto    | Tiempo    | Pts. |
| ---- | -------------------- | ------- | --------- | ---- |
| 1    | Jean-Philippe Ruggia | Aprilia | 43:39.138 | 25   |
| 2    | Loris Capirossi      | Honda   | +10.425   | 20   |
| 3    | Loris Reggiani       | Aprilia | +24.452   | 16   |
| 4    | Helmut Bradl         | Honda   | +25.596   | 13   |
| 5    | Alberto Puig         | Honda   | +25.638   | 11   |
| 6    | Nobuatsu Aoki        | Honda   | +25.739   | 10   |
| 7    | Tadayuki Okada       | Honda   | +25.982   | 9    |
| 8    | Pierfrancesco Chili  | Yamaha  | +27.520   | 8    |
| 9    | Wilco Zeelenberg     | Aprilia | +33.500   | 7    |
| 10   | Jochen Schmid        | Yamaha  | +38.913   | 6    |
| 11   | Simon Crafar         | Suzuki  | +43.550   | 5    |
| 12   | Paolo Casoli         | Gilera  | +1:03.766 | 4    |
| 13   | Andreas Preining     | Aprilia | +1:08.507 | 3    |
| 14   | Patrick vd Goorbergh | Aprilia | +1:08.849 | 2    |
| 15   | Adrian Bosshard      | Honda   | +1:09.464 | 1    |
| 16   | Bernard Haenggeli    | Aprilia | +1:19.877 |      |
| 17   | Pere Riba            | Honda   | +1:20.046 |      |
| 18   | Giuseppe Fiorillo    | Aprilia | +1:24.341 |      |
| 19   | Jean-Michel Bayle    | Aprilia | +1:29.972 |      |
| 20   | Carlos Checa         | Honda   | +1:31.648 |      |
| 21   | Bernd Kassner        | Aprilia | +1:31.901 |      |
| 22   | Volker Bähr          | Honda   | +1 Vuelta |      |
| 23   | Davide Bulega        | Aprilia | +1 Vuelta |      |
| Ret  | Frédéric Protat      | Aprilia | Ret       |      |
| Ret  | Tetsuya Harada       | Yamaha  | Ret       |      |
| Ret  | Max Biaggi           | Honda   | Ret       |      |
| Ret  | Luis Maurel          | Aprilia | Ret       |      |
| Ret  | Massimo Pennacchioli | Honda   | Ret       |      |
| Ret  | Jean-Pierre Jeandat  | Aprilia | Ret       |      |
| Ret  | Alessandro Gramigni  | Gilera  | Ret       |      |
| Ret  | Doriano Romboni      | Honda   | Ret       |      |
| Ret  | Luis d'Antin         | Honda   | Ret       |      |
| Ret  | Jurgen vd Goorbergh  | Aprilia | Ret       |      |
| Ret  | Eskil Suter          | Aprilia | Ret       |      |
| Ret  | Juan Bautista Borja  | Honda   | Ret       |      |

## Resultados 125cc
| Pos. | Piloto               | Moto      | Tiempo    | Pts. |
| ---- | -------------------- | --------- | --------- | ---- |
| 1    | Dirk Raudies         | Honda     | 42:30.722 | 25   |
| 2    | Kazuto Sakata        | Honda     | +15.874   | 20   |
| 3    | Peter Öttl           | Aprilia   | +16.466   | 16   |
| 4    | Takeshi Tsujimura    | Honda     | +16.779   | 13   |
| 5    | Ralf Waldmann        | Aprilia   | +17.438   | 11   |
| 6    | Akira Saitō          | Honda     | +17.854   | 10   |
| 7    | Ezio Gianola         | Honda     | +23.290   | 9    |
| 8    | Stefan Prein         | Honda     | +30.152   | 8    |
| 9    | Oliver Koch          | Honda     | +31.865   | 7    |
| 10   | Fausto Gresini       | Honda     | +35.080   | 6    |
| 11   | Kin'ya Wada          | Honda     | +42.066   | 5    |
| 12   | Jorge Martínez Aspar | Honda     | +42.248   | 4    |
| 13   | Haruchika Aoki       | Honda     | +42.264   | 3    |
| 14   | Oliver Petrucciani   | Aprilia   | +45.893   | 2    |
| 15   | Neil Hodgson         | Honda     | +46.134   | 1    |
| 16   | Garry McCoy          | Aprilia   | +46.328   |      |
| 17   | Herri Torrontegui    | Aprilia   | +46.615   |      |
| 18   | Bruno Casanova       | Aprilia   | +46.636   |      |
| 19   | Gabriele Debbia      | Honda     | +46.959   |      |
| 20   | Manfred Geissler     | Aprilia   | +47.026   |      |
| 21   | Arie Molenaar        | Honda     | +59.206   |      |
| 22   | Shin'ya Satō         | Honda     | +1:03.370 |      |
| 23   | Hans Spaan           | Honda     | +1:18.986 |      |
| 24   | Stefan Kurfiss       | Aprilia   | +1:24.112 |      |
| 25   | Stefano Perugini     | Aprilia   | +1:26.262 |      |
| 26   | Luis Álvaro          | Honda     | +1:27.791 |      |
| Ret  | Noboru Ueda          | Honda     | Ret       |      |
| Ret  | Julián Miralles      | Honda     | Ret       |      |
| Ret  | Luigi Ancona         | Honda     | Ret       |      |
| Ret  | Gianluigi Scalvini   | Aprilia   | Ret       |      |
| Ret  | Lucio Cecchinello    | Gazzaniga | Ret       |      |
| Ret  | Manuel Hernández     | Sandroni  | Ret       |      |
| Ret  | Daniela Tognoli      | Honda     | Ret       |      |
| Ret  | Manfred Baumann      | Honda     | Ret       |      |
| Ret  | Giovanni Palmieri    | Aprilia   | Ret       |      |
| Ret  | Carlos Giró          | Aprilia   | Ret       |      |